# دنيس بيلي (لاعب كرة قدم)
دنيس بيلي (بالإنجليزية: Dennis Bailey)‏ (13 ديسمبر 1965 في المملكة المتحدة - ) هو لاعب كرة قدم بريطاني في مركز الهجوم. لعب مع برمنغهام سيتي وتشارلتون أثلتيك وفوريست غرين وكريستال بالاس وكوينز بارك رينجرز ونادي آبريستويث تاون ونادي بريستول روفيرز ونادي برينتفورد ونادي غيلينغهام ونادي فارنبوروه ونادي فولهام ونادي واتفورد وستافورد رينجرز ولينكولن سيتي أف سي ونادي تاموورث ونادي موور غرين لكرة القدم ونادي تشيلتنهام تاون لكرة القدم وستراتفورد تاون ‏.

## وصلات خارجية
- دنيس بيلي على موقع قاعدة بيانات كرة القدم.إي يو (الإنجليزية)
- دنيس بيلي على موقع Soccerbase.com (لاعب) (الإنجليزية)
- دنيس بيلي على موقع عالم كرة القدم.نت (الإنجليزية)